# Освіта у Соборному районі
Освіта у Соборному районі міста Дніпро налічує навчальні заклади: 22 вищі навчальні заклади І-го ступеню, 21 загальноосвітня середня школа й 33 заклади дошкільної освіти.

## Освітні заклади на Горі (Нагірка)
вищі навчальні заклади І-го ступеню:
- Державний вищий навчальний заклад «Дніпровська політехника» (Державний ВНЗ «ДП»), державний заклад проспект Яворницького, 19
- Комунальний заклад «Дніпропетровський коледж культури і мистецтв» Дніпропетровської обласної ради (КЗ «ДККіМ» ДОР), комунальний заклад, проспект Яворницького, 47
- Державна установа Інститут зернових культур Національної академії аграрних наук України (ДУ ІЗК НААН), державний заклад, вулиця Вернадського, 14
- Дніпровський державний аграрно-економічний університет (ДДАЕУ), державний заклад, вулиця Сергія Єфремова, 25
- Дніпровський державний медичний університет (ДДМУ), державний заклад, вулиця Вернадського, 9
- Дніпровський технікум зварювання та електроніки імені Є. О. Патона (ДТЗЕ імені Є. О. Патона), державний заклад, вулиця Володимира Моссаковського, 2а
- Дніпровський регіональний інститут державного управління Національної академії державного управління при Президентові України (ДРІДУ НАДУ), державний заклад, 49044, вулиця Гоголя, 29
- Державний вищий навчальний заклад «Придніпровська державна академія будівництва та архітектури» (ДВНЗ ПДАБА), державний заклад, вулиця Чернишевського, 24-а
- Національна металургійна академія України (НМетАУ), державний заклад, проспект Гагаріна, 4
- Державний вищий навчальний заклад «Український державний хіміко-технологічний університет» (ДВНЗ УДХТУ), державний заклад, 49005: проспект Гагаріна, 8
- Інститут геотехнічної механіки ім. М. С. Полякова Національної академії наук України (ІГТМ НАН України), державний заклад, 49005: Сімферопольська вулиця, 2А

шкільні заклади:
- Середня загальноосвітня школа № 10 ім. І. І. Манжури — Бригадна вулиця, 10
- Спеціалізована багатопрофільна школа № 23 з поглибленим вивченням англійської мови — проспект Яворницького, 14
- Спеціалізована школа № 67 еколого-економічного профілю — провулок Коновальця, 6
- Навчально-виховний комплекс № 71 «спеціалізована школа художньо-архітектурного напрямку — дошкільний навчальний заклад (дитячий садок)» — вулиця Василя Жуковського, 10
- Дніпровський ліцей інформаційних технологій при Дніпровському національному університеті імені Олеся Гончара — вулиця Шевченка, 8
- Українсько-Американський ліцей — проспект Дмитра Яворницького, 19 корпус 5

дошкільні заклади:
- Дошкільний навчальний заклад (ясла-садок) № 8 — вулиця Моссаковського, 18
- Дошкільний навчальний заклад (ясла-садок) № 14 компенсуючого (санаторного) типу — вулиця Паторжинського, 6
- Навчально-виховний комплекс № 71 «спеціалізована школа художньо-архітектурного напрямку — дошкільний навчальний заклад (дитячий садок)» — вулиця Жуковського, 10
- Дошкільний навчальний заклад (ясла-садок) № 115 — вулиця Гоголя, 17
- Дошкільний навчальний заклад (дитячий садок) № 132 — вулиця Героїв Крут, 1
- Дошкільний навчальний заклад (дитячий садок) № 134 — вулиця Олеся Гончара, 23
- Дошкільний навчальний заклад (ясла-садок) № 141 — вулиця Вернадського, 33
- Дошкільний навчальний заклад (ясла-садок) № 305 — проспект Яворницького, 20
- Дошкільний навчальний заклад (ясла-садок) № 326 — вулиця Архітектора Дольника, 9

## Навчальні заклади у Східній Половиці й Каміннях
вищі навчальні заклади І-го ступеню:
- Комунальний вищий навчальний заклад «Дніпровська академія музики ім. М. Глінки» Дніпропетровської обласної ради" (КВНЗ «Дніпропетровська академія музики ім. М. Глінки» ДОР"), комунальний заклад, 49044: Ливарна вулиця, 10
- Відокремлений структурний підрозділ «Музичний коледж» комунального вищого навчального закладу «Дніпровська академія музики ім. М. Глінки» Дніпропетровської обласної ради, комунальний заклад, 49044: Ливарна вулиця, 10

шкільні заклади:
- навчально-виховний комплекс № 100 «загальноосвітній навчальний заклад I—III ступенів — ліцей» — Успенська площа, 1

дошкільні заклади:
- Дошкільна навчальний заклад (ясла-садок) № 271 Національної поліції України — вулиця Поля, 2

## Освітні заклади на Табірці (Лагерка)
вищі навчальні заклади І-го ступеню:
- Товариство з обмеженою відповідальністю «Дніпровський медичний інститут традиційної і нетрадиційної медицини» (ТОВ «ДМІ ТНМ»), державний заклад, Севастопольська вулиця, 17 корпус 4
- Дніпропетровський державний університет внутрішніх справ (ДДУВС), державний заклад, 49005: проспект Гагаріна, 26
- Інститут технічної механіки Національної академії наук України і Державного космічного агентства України (ІТМ НАН України І ДКАУ, державний заклад, 49005, вулиця Лешко-Попеля, 15
- Дніпровський національний університет залізничного транспорту імені академіка В. Лазаряна (ДНУЗТ) 49010, вулиця Лазаряна, 2
- Кафедра військової підготовки спеціалістів державної спеціальної служби транспорту Дніпровського національного університету залізничного транспорту імені академіка В. Лазаряна, державний заклад, 49010, вулиця Лазаряна, 2
- Дніпровський національний університет імені Олеся Гончара (ДНУ), державний заклад, 49010, проспект Гагаріна, 72
- Коледж електрифікації Дніпровського державного аграрно-економічного університету (КЕДДАЕУ), комунальний заклад, проспект Гагаріна, 95

шкільні заклади:
- Середня загальноосвітня школа № 20 — Високовольтна вулиця, 30
- Навчально-виховне об'єднання № 28 — вулиця Володі Дубініна, 12
- Навчально-виховне об'єднання технічного профілю № 79 «Загальноосвітній навчальний заклад — Дошкільний навчальний заклад — Позашкільний навчальний заклад» — вулиця Лазаряна, 7-а

дошкільні заклади:
- Навчально-виховне об'єднання № 28 «гімназія-школа I ступеня — дошкільний навчальний заклад (ясла-садок) — центр позашкільної роботи» — вулиця Володі Дубініна, 12
- Дошкільний навчальний заклад (ясла-садок) № 73 «Журавлик» — проспект Гагаріна, 100а
- Дошкільний навчальний заклад (садок) № 161 — проспект Гагаріна, 139
- Дошкільний навчальний заклад (ясла-садок) № 164 — Севастопольська вулиця, 15
- Дошкільний навчальний заклад (ясла-садок) № 165 — проспект Гагаріна, 147
- Дошкільний навчальний заклад ясла-садок № 210 — проспект Гагаріна, 173-а
- Дошкільний навчальний заклад (ясла-садок) № 327 — проспект Гагаріна, 121

## Освітні заклади наМандриківціта Мандриківських житлових масивах
вищі навчальні заклади І-го ступеню:
- Придніпровська державний академія фізичної культури і спорту (ПДАФКіС), державний заклад, Набережна Перемоги, 10

шкільні заклади:
- Навчально-виховний комплекс № 66 «Гімназія — початкова школа — дошкільний навчальний заклад» — вулиця Гетьмана Петра Дорошенка, 3
- Середня загальноосвітня школа № 73 — вулиця Гетьмана Петра Дорошенка, 5
- Середня загальноосвітня школа № 76 — Набережна Перемоги, 46-Б
- Середня загальноосвітня школа № 140 — Мандриківська вулиця, 151

дошкільні заклади:
- Дошкільний навчальний заклад (ясла-садок) № 288 — Набережна Перемоги, 78а
- Навчально-виховний комплекс № 66 «Гімназія — початкова школа — дошкільний навчальний заклад» — вулиця Гетьмана Петра Дорошенка, 3
- Дошкільний навчальний заклад (ясла-садок) № 311 комбінованого типу — вулиця Гетьмана Петра Дорошенка, 7
- Комунальний заклад освіти дошкільний навчальний заклад (ясло-садок) № 337 — Відрадний провулок, 8
- Дошкільний навчальний заклад (ясла-садок) № 347 комбінованого типу — Мандриківська вулиця, 165
- Дошкільний навчальний заклад (ясла-садок) № 355 — Відрадний провулок, 4
- Дошкільний навчальний заклад (ясла-садок) № 378 — проспект Героїв, 16

## Освітні заклади наЛоцкам'янціта Лоцкам'янських житлових масивах
вищі навчальні заклади І-го ступеню:
- Державний навчальний заклад «Дніпровський транспортно-економічний коледж» (ДНЗ «ДТрЕК»), державний заклад, вулиця Трудових резервів, 4

шкільні заклади:
- Середня загальноосвітня школа № 35 — Набережна Перемоги, 132
- Середня загальноосвітня школа № 107 — Холмогорська вулиця, 7-А
- Навчально-виховний комплекс № 111 «спеціалізована школа — дошкільний навчальний заклад» — проспект Героїв, 29
- Навчально-виховний комплекс № 130 «загальноосвітній навчальний заклад І ступеня — гімназія» — проспект Героїв, 38

дошкільні заклади:
- Дошкільний навчальний заклад (центр розвитку дитини) № 7 — бульвар Слави, 23а
- Навчально-виховний комплекс № 111 «спеціалізована школа — дошкільний навчальний заклад» — проспект Героїв, 29
- Дошкільний навчальний заклад (ясла-садок) комбінованого типу № 144 — проспект Героїв, 40а
- Дошкільний навчальний заклад (ясла-садок) № 155 — вулиця Маршала Судця, 5
- Дошкільний навчальний заклад (ясла-садок) № 302 комбінованого типу — проспект Героїв, 39
- Дошкільний навчальний заклад (ясла-садок) № 310 компенсуючого типу — провулок Добровольців, 8
- Дошкільний навчальний заклад (ясла-садок) № 319 компенсуючого типу — Набережна Перемоги, 136

## Освітні заклади на мікрорайоніСокіл
шкільні заклади:
- Середня загальноосвітня школа № 83 — вулиця Нєдєліна, 1
- Ліцей митно-податкової справи з посиленою військово-фізичною підготовкою при Університеті митної справи та фінансів — Космодромна вулиця, 7

дошкільні заклади:
- Дошкільний навчальний заклад (ясла-садок) № 47 комбінованого типу — Космодромна вулиця, 5
- Дошкільний навчальний заклад (ясла-садок) № 383 — Екіпажний провулок, 5а